# Leschenaultia sabroskyi
Leschenaultia sabroskyi là một loài ruồi trong họ Tachinidae.